# Ebonyi
Ebonyi är en delstat i sydöstra Nigerias inland. Den bildades 1996 av områden från delstaterna Abia och Enugu.